# Rolsprong

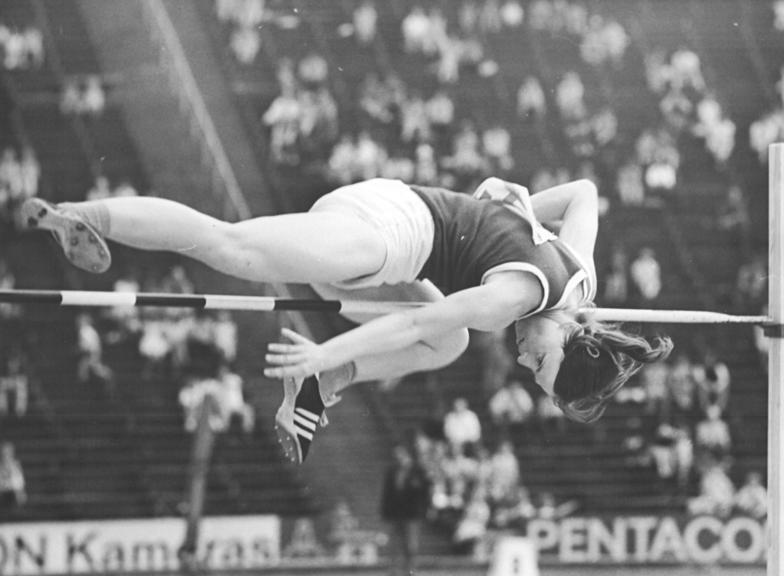
Rolsprong - Rosemarie Witschas (Ackermann)

De rolsprong (Engels: straddle technique) was de dominante hoogspringtechniek vóór de opkomst van de fosburyflop. Er kunnen drie varianten van de rolsprong onderscheiden worden: de zijrol, de parallel straddle en de duikrol, die in die volgorde zijn ontstaan en steeds grotere spronghoogtes mogelijk maakten. Bij de zijrol (Engels: Western roll) passeren springers in zijlig de lat, bij de parallel straddle rolt de springer over de lat met de buik naar de lat gekeerd. De duikrol is een perfectionering daarvan; eerst passeert het hoofd de lat en direct daarna de romp. De parallel straddle en de duikrol kunnen allebei met de term buikrol aangeduid worden.
Een voorbeeld van een springer die de parallel straddle gebruikte is de Amerikaan John Thomas. In 1960 bracht hij in vijf stappen het wereldrecord van 2,16 m naar 2,22 m en op de Olympische Spelen van 1964 won hij de zilveren medaille.
Zijn opvolger was de Rus Valeri Broemel die in zes stappen het wereldrecord naar 2,28 m tilde, dat laatste in 1963. Broemel gebruikte de duikrol. Door twee andere rolspringers werd het record verder omhoog gebracht, waarna de Amerikaan Dwight Stones met de Fosburyflop tot 2,32 m kwam. Het laatste wereldrecord met de rolsprong was Vladimir Jasjtsjenko’s 2,34 m in 1978. In 1980 werd dat met de flop verbeterd en zo kwam er een einde aan het tijdperk van de rolsprong.
Bij de vrouwen ging de ontwikkeling anders. De Roemeense Iolanda Balaş was de dominante springster van 1957 tot 1967 en zij gebruikte een variant van de schotse sprong. Zij verbeterde in veel stapjes het wereldrecord tot 1,91 m in 1961 en het heeft tien jaar geduurd voordat dat record door een springster met de rolsprong werd verbeterd (dat was de Oostenrijkse Ilona Gusenbauer). Dat record werd weliswaar door een flop-springster geëvenaard, maar het was de Oost-Duitse Rosemarie Ackermann-Witchas die met de rolsprong het record tot de hoogte van 2,00 m wist te brengen in 1977. Een jaar later werd dat verbeterd en zo was bij de vrouwen de rolsprong iets eerder dan bij de mannen verleden tijd.
De landing bij de rolsprong gebeurde meestal in een zandbak of in een berg zaagsel. Pas toen de kunststof landingsmatrassen werden ingevoerd kon de Fosburyflop uitgevonden worden, waarbij immers op de rug wordt geland. Er is enig verschil van mening over wat nu echt de beste hoogspringtechniek is, de rol of de flop. Beide hebben voor- en nadelen en het schijnt dat voor sommige springers de rol toch iets beter zou zijn. Omdat de flop gemakkelijker te leren is, zeker door kinderen, wordt de rolsprong echter zelden meer uitgeprobeerd. Bij beide technieken is het, althans volgens de biomechanische theorie, mogelijk dat het zwaartepunt onder de lat doorgaat, terwijl de springer eroverheen gaat.